# Дженнінгс (Луїзіана)
Дженнінгс (англ. Jennings) — місто (англ. city) в США, в окрузі Джефферсон-Девіс штату Луїзіана. Населення — 9837 осіб (2020).

## Географія
Дженнінгс розташований за координатами 30°13′23″ пн. ш. 92°39′30″ зх. д. / 30.22306° пн. ш. 92.65833° зх. д. (30.223058, -92.658289).  За даними Бюро перепису населення США в 2010 році місто мало площу 26,99 км², з яких 26,95 км² — суходіл та 0,05 км² — водойми.

## Демографія
Згідно з переписом 2010 року, у місті мешкали 10 383 особи в 3900 домогосподарствах у складі 2588 родин. Густота населення становила 385 осіб/км².  Було 4432 помешкання (164/км²).
Расовий склад населення:
| - 68,4 % — білих - 28,4 % — чорних або афроамериканців - 0,3 % — корінних американців - 0,2 % — азіатів |

До двох чи більше рас належало 2,0 %. Частка іспаномовних становила 1,9 % від усіх жителів.
За віковим діапазоном населення розподілялося таким чином: 25,8 % — особи молодші 18 років, 56,8 % — особи у віці 18—64 років, 17,4 % — особи у віці 65 років та старші. Медіана віку мешканця становила 38,0 року. На 100 осіб жіночої статі у місті припадало 92,3 чоловіків;  на 100 жінок у віці від 18 років та старших — 87,7 чоловіків також старших 18 років.
Середній дохід на одне домашнє господарство  становив 48 461 долар США (медіана — 28 872), а середній дохід на одну сім'ю — 61 899 доларів (медіана — 46 593). Медіана доходів становила 42 661 долар для чоловіків та 24 375 доларів для жінок. За межею бідності перебувало 24,2 % осіб, у тому числі 26,4 % дітей у віці до 18 років та 24,1 % осіб у віці 65 років та старших.
Цивільне працевлаштоване населення становило 3944 особи. Основні галузі зайнятості: освіта, охорона здоров'я та соціальна допомога — 25,1 %, роздрібна торгівля — 16,5 %, мистецтво, розваги та відпочинок — 8,9 %, будівництво — 8,0 %.